# Tránsito de Mercurio

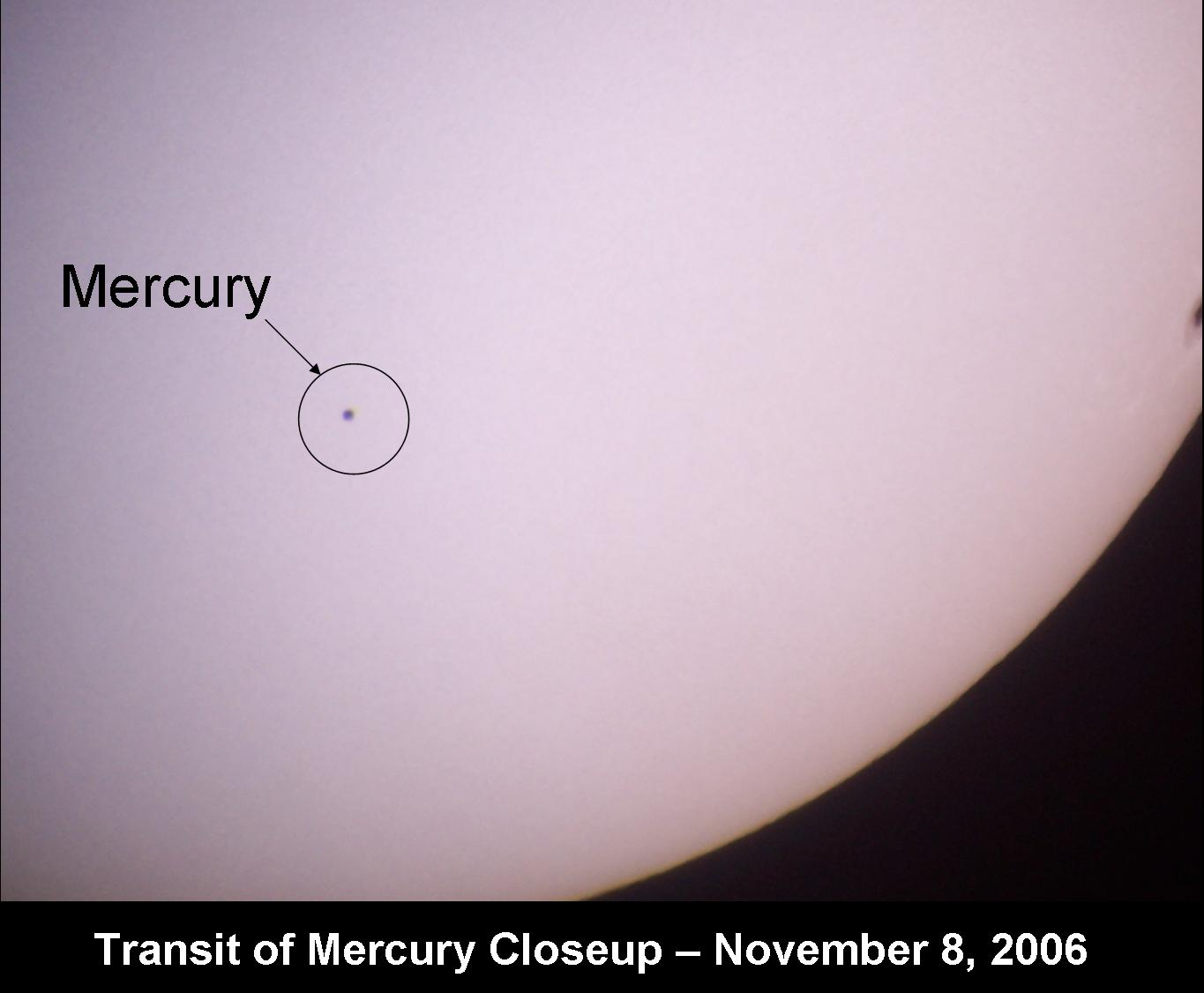
Tránsito de Mercurio. Nótese que las manchas solares aparecen de tamaño mucho mayor que el del planeta.

Un tránsito de Mercurio tiene lugar cuando el planeta Mercurio pasa directamente entre el Sol y un planeta. Durante un tránsito, Mercurio aparece como un diminuto punto negro que se desplaza a través del Sol mientras el planeta oscurece una pequeña porción del disco solar. Debido a las alineaciones orbitales, los tránsitos vistos desde la Tierra se producen en mayo o noviembre. 
Los últimos cuatro tránsitos se produjeron el 7 de mayo de 2003, el 8 de noviembre de 2006, el 9 de mayo de 2016 y el 11 de noviembre de 2019. El próximo tendrá lugar el 13 de noviembre de 2032. Un tránsito típico dura varias horas. Los tránsitos de Mercurio son mucho más frecuentes que los tránsitos de Venus, con unos 13 o 14 por siglo, principalmente porque Mercurio está más cerca del Sol y lo orbita más rápidamente.
El 3 de junio de 2014, el explorador Curiosity observó el tránsito de Mercurio por el Sol, la primera vez que se observa un tránsito planetario desde un cuerpo celeste distinto de la Tierra.

## Frecuencia
Los tránsitos de Mercurio sólo pueden producirse cuando la Tierra está alineada con un nodo de la órbita de Mercurio. Actualmente esa alineación se produce a los pocos días del 8 de mayo (nodo descendente) y del 10 de noviembre (nodo ascendente), siendo el diámetro angular de Mercurio de unas 12″ para los tránsitos de mayo, y de 10″ para los de noviembre. La fecha media de un tránsito aumenta a lo largo de los siglos como consecuencia de la precesión nodal de Mercurio y la precesión axial de la Tierra. 
Los tránsitos de Mercurio se producen de forma regular. Como explicó en 1882 Newcomb,: 477–487  el intervalo entre pasajes de Mercurio por el nodo ascendente de su órbita es de 87,969 días, y el intervalo entre el pasaje de la Tierra por esa misma longitud es de 365,254 días. Utilizando aproximaciones de fracciones continuas de la relación de estos valores, se puede demostrar que Mercurio hará un número casi integral de revoluciones alrededor del Sol en intervalos de 6, 7, 13, 33, 46 y 217 años.
En 1894, Crommelin observó que, en estos intervalos, las trayectorias sucesivas de Mercurio con respecto al Sol se desplazan constantemente hacia el norte o hacia el sur. Anotó los desplazamientos como:
| Intervalo                          | Tránsitos de mayo | Tránsitos de noviembre |
| ---------------------------------- | ----------------- | ---------------------- |
| Después de 6 años                  | 65′ 37″ S         | 31′ 35″ N              |
| Después de 6 años                  | 48′ 21″ N         | 23′ 16″ S              |
| Por lo tanto, tras 13 años (6 + 7) | 17′ 16″ S         | 08′ 19″ N              |
| ... 20 años (6 + 2 × 7)            | 31′ 05″ N         | 14′ 57″ S              |
| ... 33 años (2 × 6 + 3 × 7)        | 13′ 49″ N         | 06′ 38″ S              |
| ... 46 años (3 × 13 + 7)           | 03′ 27″ S         | 1′ 41″ N               |
| ... 217 años (14 × 13 + 5 × 7)     | 00′ 17″ N         | 00′ 14″ N              |
Comparando estos desplazamientos con el diámetro solar (unos 31,7′ en mayo y 32,4′ en noviembre) se puede deducir lo siguiente sobre el intervalo entre tránsitos:
- Para los tránsitos de mayo, no son posibles intervalos de 6 y 7 años. Para los tránsitos de noviembre, un intervalo de 6 años es posible pero poco frecuente (la última pareja de este tipo se produjo en 1993 y 1999, con ambos tránsitos muy cerca del limbo solar), mientras que un intervalo de 7 años es de esperar.
- Para los tránsitos de mayo y noviembre se espera un intervalo de 13 años.
- Un intervalo de 20 años es posible pero poco frecuente para un tránsito de mayo, pero es de esperar para los tránsitos de noviembre.
- Para los tránsitos de mayo y noviembre se espera un intervalo de 33 años.
- Un tránsito con una trayectoria similar a través del Sol se producirá 46 (y 171) años más tarde, tanto para los tránsitos de noviembre como de mayo.
- Un tránsito con una trayectoria casi idéntica se producirá 217 años más tarde, tanto en noviembre como en mayo.

Los tránsitos que se producen con 46 años de diferencia pueden agruparse en una serie. Para los tránsitos de noviembre, cada serie incluye unos 20 tránsitos a lo largo de 874 años, con la trayectoria de Mercurio a través del Sol pasando más al norte que en el tránsito anterior. Para los tránsitos de mayo, cada serie incluye unos 10 tránsitos a lo largo de 414 años, en los que la trayectoria de Mercurio a través del Sol pasa más al sur que en el tránsito anterior. Algunos autores han asignado un número de serie a los tránsitos basándose en esta agrupación de 46 años.
Del mismo modo, los tránsitos que se producen con 217 años de diferencia pueden agruparse en una serie. Para los tránsitos de noviembre, cada serie incluiría unos 135 tránsitos a lo largo de 30 000 años. Para los tránsitos de mayo, cada serie incluiría unos 110 tránsitos a lo largo de 24 000 años. Tanto en la serie de mayo como en la de noviembre, la trayectoria de Mercurio a través del Sol pasa más al norte que en el tránsito anterior. Tradicionalmente, los números de las series no se han asignado en función de la agrupación de 217 años.
Las predicciones de tránsitos de Mercurio que abarcan muchos años están disponibles en la NASA, SOLEX, y Fourmilab.
Los pasos de Mercurio por el disco solar durante el siglo XXI son los siguientes:
| Fechas de tránsito      | Fechas de tránsito      | Fechas de tránsito      | Fechas de tránsito      |
| ----------------------- | ----------------------- | ----------------------- | ----------------------- |
| 7 de mayo de 2003       | 8 de noviembre de 2006  | 9 de mayo de 2016       | 11 de noviembre de 2019 |
| 13 de noviembre de 2032 | 7 de noviembre de 2039  | 7 de mayo de 2049       | 9 de noviembre de 2052  |
| 10 de mayo de 2062      | 11 de noviembre de 2065 | 14 de noviembre de 2078 | 7 de noviembre de 2085  |
| 8 de mayo de 2095       | 10 de noviembre de 2098 |                         |                         |

## Historia
La primera observación de un tránsito de Mercurio fue observada el 7 de noviembre de 1631 por Pierre Gassendi. Le sorprendió el pequeño tamaño del planeta en comparación con el Sol. Johannes Kepler había predicho la ocurrencia de tránsitos de Mercurio y Venus en sus efemérides publicadas en 1630.
El telescopio Shuckburgh del Real Observatorio de Greenwich (Londres) se utilizó para el tránsito de Mercurio de 1832. Estaba equipado con un micrómetro por Dollond y se utilizó para un informe de los acontecimientos vistos a través del pequeño refractor. Observando el tránsito, cronometrándolo y tomando medidas, se obtuvo el diámetro del planeta. También informaron de los efectos peculiares que compararon con presionar una moneda contra el Sol. El observador comentó:

Después observé que inmediatamente alrededor del planeta había un tinte oscuro, que lo hacía parecer como si estuviera hundido en un pequeño grado bajo la superficie del sol.